# Kadyrovci
Kadyrovci je neformální označení čečenských jednotek Národní gardy Ruské federace. V průběhu druhé války v Čečensku je založil Achmat Kadyrov, po kterém dodnes nesou jméno. Jsou primárními vykonavateli pronásledování gayů v Čečensku.
Po úspěšném atentátu na Achmata Kadyrova převzali velení jednotek Ramzan Kadyrov a Adam Dělimchanov. V roce 2007 nahradil Ramzan Kadyrov Alu Alchanova na pozici čečenského prezidenta, úspěšně jednotky Kadyrovců rozšířil a získal pro ně významná privilegia v rámci ozbrojených složek Ruské federace. Kadyrovci se stali dominantní silou v muslimských oblastech Ruska a měli významný podíl na udržení pořádku v regionu. V roce 2016 byli po sérii reforem Kadyrovci formálně podřízeni přímo ruskému prezidentovi Vladimiru Putinovi. Přesto si stále udržují zvláštní neoficiální status jako "soukromá armáda" Ramzana Kadyrova. Jednotky jsou obviněny z rozsáhlého porušování lidských práv a zločinů proti lidskosti na území Čečenska, včetně únosů, znásilnění, mučení a vražd. 
Na mezinárodní scéně se jednotky zúčastnily ruské intervence v Sýrii, kde byly nasazeny do města Aleppo, a ruské invaze na Ukrajinu, kde se účastnily například bitvy o Mariupol, o Popasnu nebo o Hostomel. Jejich nasazení bylo považováno za akt psychologické války, vzhledem k pověstné brutalitě Kadyrovců, kteří se velice otevřeně neštítí páchání válečných zločinů. A to údajně ani vůči svým spojencům. Jednotky nasazené na Ukrajině vedou Apti Alaudinov, Timur Edilov, Zamid Čalajev a Magomed Tušajev. Na Ukrajině se jednotky údajně podílely na masakru v Buči a mnoha dalších zásazích proti civilistům na okupovaných územích. Vzhledem k tomu, že své akce natáčejí a nahrávají na internet, jsou Kadyrovci někdy posměšně označováni za "TikTok vojáky."